# Los Baños (Granada)
Los Baños es una localidad y pedanía española perteneciente al municipio de Cortes y Graena, en la provincia de Granada, comunidad autónoma de Andalucía. Está situada en la parte central de la comarca de Guadix. Cerca de esta localidad se encuentran los núcleos de Graena, Cortes, Purullena, Marchal y La Peza.

## Demografía
Según el Instituto Nacional de Estadística de España, en el año 2024 Los Baños contaba con 311 habitantes censados, lo que representa el 32,16% de la población total del municipio.

### Evolución de la población
| Gráfica de evolución demográfica de Los Baños entre 2000 y 2024 |
|                                                                 |
| Datos según el nomenclátor publicado por el INE.                |